# Fulvia fulva
Fulvia fulva is een bladvlekkenziekte op tomaat kan veroorzaakt worden door Fulvia fulva anam. Cladosporium fulvum (synoniem: Passalora fulva) of door Phoma destructiva.

## Kenmerken
Fulvia fulva veroorzaakt geelbruine vlekken, die het bladweefsel op de aangetaste plekken spoedig doet afsterven. Op de onderzijde van de aangetaste bladeren vormt zich een olijfgroen tot bruin schimmelpluis. Van de schimmel komen verscheidene fysio's voor.

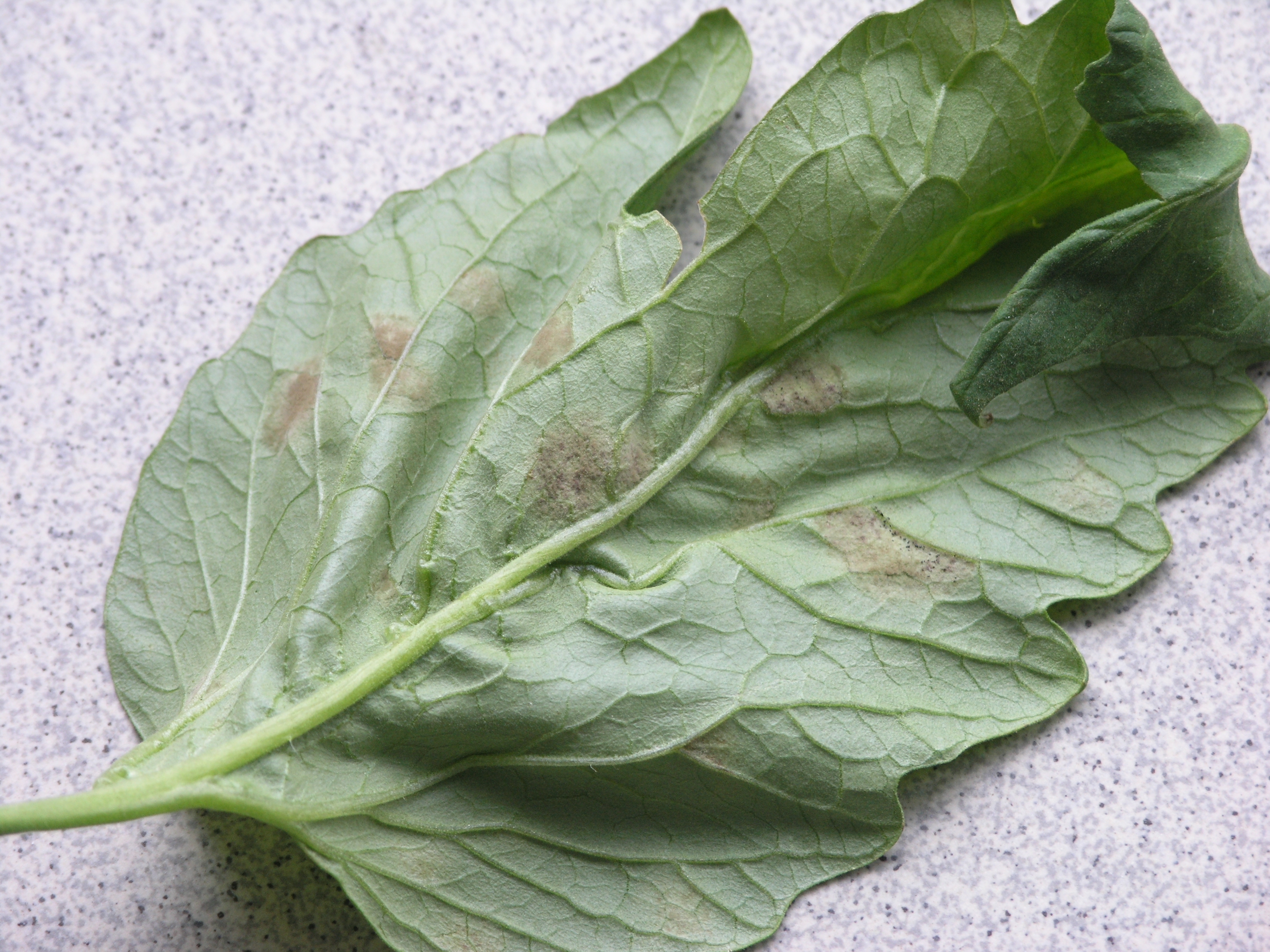
Onderzijde blad